# فلگ
فلگ (به انگلیسی: Flagg) یک روستا و محله مدنی در بریتانیا است که در Derbyshire Dales واقع شده‌است. فلگ ۱۹۲ نفر جمعیت دارد.